# Carbonat d'argent(I)
El carbonat d'argent(I) és un compost iònic constituït per cations argent(1+), {\displaystyle {\ce {Ag+}}}, i anions carbonat, {\displaystyle {\ce {CO3^2-}}}, de fórmula {\displaystyle {\ce {Ag2CO3}}}. S'empra en síntesi orgànica com a oxidant.

## Propietats
Es presenta en forma de pols de color grog grisós, és sensible a la llum,i es descompon lentament en argent, diòxid de carboni i oxigen:
{\displaystyle {\ce {Ag2CO3 ->[llum] Ag + CO2 + O2}}}
A 218 °C es descompon per efecte de la calor en òxid d'argent(I) i diòxid de carboni:
{\displaystyle {\ce {Ag2CO3 ->[\Delta] Ag2O + CO2}}}
És poc soluble en aigua (0,3 g/L, Kps = 8,5×10-12) i en etanol. És soluble en dissolucions d'amoníac, de cianur de potassi, d'àcid sulfúric i d'àcid nítric.

## Preparació
Es prepara per precipitació en mesclar dissolucions de nitrat d'argent, {\displaystyle {\ce {AgNO3}}}, i carbonat de potassi; {\displaystyle {\ce {K2CO3}}} o de sodi {\displaystyle {\ce {Na2CO3}}}:
{\displaystyle {\ce {2 AgNO3 + Na2CO3 -> 2 NaNO3 + Ag2CO3 v}}}
Aquesta preparació s'ha de realitzar sota llum vermella per evitar la descomposició del carbonat d'argent.
Un mètode alternatiu és l'electròlisi d'una dissolució 0,02 mol/l d'hidrogencarbonat de sodi amb un ànode d'argent i un càtode de platí.